# Kulcsár Zoltán
Kulcsár Zoltán (Vác, 1978–) magyar jogász, LL. M. adatvédelmi szakjogász, a PPOS adatvédelmi auditálási eljárás kitalálója és megalkotója, Privacy Policy Online Services cégvezetője.

## Tanulmányok
A Gábor Dénes Főiskola mérnökinformatikus - műszaki menedzser szakán 2001-ben informatikus mérnök-műszaki menedzser felsőfokú képesítést, a Pázmány Péter Katolikus Egyetem Állam- és Jogtudományi Karán 2007-ben jogi diplomát szerzett, illetve 2011-ben tette le a jogi szakvizsgát, majd a Szegedi Tudományegyetem Állam- és Jogtudományi Karán 2012-ben adatvédelmi szakjogász végzettséget szerzett.

## Szakmai pályafutása, munkatapasztalat
17 éve foglalkozik kizárólag adatvédelemmel. Korábban, 1996-tól egy éven keresztül vezette az Invitel Zrt. jogelődjének a Digitel 2002 Távközlési Rt.-nek ügyfélszolgálati csoportját, majd 1997 és 2004 között a Guards Távközlési Rt. Informatikai Üzletág projektvezetője, egyben belső adatvédelmi felelőse volt. 2004-ben saját vállalkozásaként hozta létre a Privacy Policy Online Servicest, melynek keretén belül az adatvédelmi audit megalkotójaként cégeket, azok szolgáltatásait, projektjeit adatvédelmi jogi szempontból elemzi, és tanúsítja tevékenységeiket, szolgáltatásaikat az adatvédelmi auditálás során. Adatvédelmi szakértőként munkájáért felelősséget vállalva nyújt adatvédelmi tanácsadást gyakorlatias ajánlásokat tartalmazó szakvéleménnyel kiegészítve, illetve készít adatvédelmi szabályzatot, adatkezelési tájékoztatót, hatásvizsgálatot, valamint kínál teljes körű GDPR szolgáltatást, továbbá adatvédelmi tisztviselő pozíciót tölt be cégek megbízásából. A adatvedelmiszakerto.hu, a adatvedelmirendelet.hu és a adatvédelem.hu szakmai blogok üzemeltetője. Számos adatvédelemmel kapcsolatos szakmai publikáció szerzője, az adatvédelem kérdéskörével foglalkozó hazai konferenciák rendszeres előadója önállóan, illetve a Nemzeti Adatvédelmi és Információszabadság Hatóság adatvédelmi szakértőivel közösen. Pénzügyi és reklámtörvény területen tart nyílt és céges adatvédelmi szakmai képzéseket, az Infoszféra Kft. által akkreditált „adatvédelmi tisztviselő képzés” felnőttképzés szerzője és előadója.
A Nemzeti Közszolgálati Egyetem munkahelyi adatvédelmi képzésének szakmai felelőse.
Az Eötvös Loránd Tudományegyetem megbízott konzulense, bírálója.

## Társadalmi szerepvállalás
2012-től az akkor alapított Dunakeszi Szent Erzsébet Alapítvány első kuratóriumi elnöke. Az Alapítvány célja az intézmény alaptevékenységén túlmenően a családközpontú programok palettájának színesítése, eszköztárának kiszélesítése, fejlesztése.
A Gyerünk Apukám Családos Egyesület
elnöke.
A Magyar Adatvédelmi Tudatosságért Társaság Egyesülete egyik alapító tagja.
Az új koronavírus járvány idején több szervezet is elhatározta, hogy vakcina útlevelet fog megkövetelni a szolgáltatások igénybe vevőitől. Ennek adatvédelmi, GDPR megfelelési hátterét vizsgálja, és teszi közzé megállapításait a https://vakcinautlevel.eu/ oldalon.

## Referenciák
Díjbeszedő cégcsoport (Díjbeszedő Holding Zrt., Díjbeszedő Faktorház Zrt., Díjbeszedő Nyomda Zrt., Díjnet Zrt.), Unicredit Bank Zrt., IKEA Lakberendezési Kft., McDonald's Magyarország Kft., Porsche Hungária, SPAR Magyarország Kft.

## Publikációk
- Dr. Kulcsár Zoltán: A PPOS összefoglalója az Infotv. 2015-ös változásairól (2015. július 20.)
- Dr. Kulcsár Zoltán: Összefoglaló a visszaélés-bejelentési rendszerrel kapcsolatos új szabályozásról (2014. január 8.)
- Dr. Kulcsár Zoltán: Az új adatvédelmi törvény összefoglalója (2011. augusztus 2.)
- Dr. Kulcsár Zoltán: A PPOS összefoglalója a cookie-k használatának új szabályairól (2010. július 2.)
- Dr. Kulcsár Zoltán: A hatályos reklámtörvény direkt marketing szabályai (2009. augusztus 13.)
- Dr. Kulcsár Zoltán: PMSZ adatvédelmi workshop előadás (2008. december 11.)
- Dr. Kulcsár Zoltán: Új direkt marketing szabályok (2008. július 30.)
- Dr. Kulcsár Zoltán: Adatvédelem a munkahelyen (2008. június 13.)
- Dr. Kulcsár Zoltán: Adatvédelem az önkormányzatoknál (2008. május 29.)
- Kulcsár Zoltán: Információszabadság? (2006. május 25.)
- Kulcsár Zoltán: Az iWiW adatkezelése (2006. május 10.)
- Kulcsár Zoltán: Egyes nem törvényi szinten elrendelt "kötelező" adatkezelések az önkormányzatoknál (2006. március 12.)
- Kulcsár Zoltán: Adatvédelem az önkormányzatoknál (2005. december 10.)
- Kulcsár Zoltán: Adatvédelem az önkormányzatoknál - előadásvázlat (2005. április 15.)
- Kulcsár Zoltán: Adatvédelem az interneten (2005. január 31.)
- Whistleblowing, a belső visszaélés-jelentési rendszerek működése, Ügyvédek Lapja - a Magyar Ügyvédi Kamara országos lapja, Budapest, 2014 szeptember
- Ködös adatkezelés a felhőben, Computerworld, Budapest, 2012 április
- Új adatvédelmi törvény - a Menedzser Praxis Kft. Hatósági és felügyeleti ellenőrzések a vállalkozásoknál c. kiadványában, Budapest, 2011.

## Újságcikkek
- http://www.nlcafe.hu/ezvan/20131202/nyilvanos-egeszsegugyi-adatok/
- http://nol.hu/lap/infovilag/20110910-rabeszelo_szep_uzenetek
- http://www.vg.hu/vallalatok/infokommunikacio/engedely-kell-majd-a-sutizeshez-343156 Archiválva 2021. április 22-i dátummal a Wayback Machine-ben
- http://nol.hu/tud-tech/20100508-az_internet_soha_nem_felejt-654131
- http://www.kreativ.hu/cikk/borton_varhat_az_illegalis_cimadatbazis_kereskedokre
- http://www.origo.hu/itthon/20090728-btk-szigoritas-szabadsagvesztes-jarhat-spam-kuldeseert-is.html
- https://web.archive.org/web/20090415190156/http://fogyasztok.hu/cikk/20090203/fogyasztovedelem_adatvedelem_adatkezeles_adatbiztonsag_szemelyes_adatok_vilaghalon/
- http://www.borsonline.hu/20080921_a_8222nagy_testver8221_mindent_tudhat_rolunk
- https://index.hu/tech/2018/04/26/gdpr_europai_adatvedelmi_rendelet_adatbiztonsag_naih/
- https://magyaridok.hu/lugas/titkositva-es-alneven-2868414/
- https://alfahir.hu/2018/06/07/gdrp_adatvedelem_internet_adatkezeles
- http://www.atv.hu/kulfold/20181201-nagy-testver-tobb-szazmillio-kamera-es-egymillio-hacker-figyeli-a-kinaiakat
- https://index.hu/techtud/2019/04/30/gdpr_a_hetkoznapokban_adatvedelem_panaszkonyv_kaputelefon_ajanloiv_tablo/
- https://magyarnemzet.hu/lugas-rovat/rajtad-a-szemunk-6956888/

## Interjúk, szereplések
- Dr. Kulcsár Zoltán: Az új európai adatvédelmi rendelet. YouTube
- Az adatvédelem fogalma - Riport Dr. Kulcsár Zoltánnal. YouTube
- Egyszerűen és jogszerűen! Adatkezelés a promóciók világában. YouTube